# Орденес (комарка)
Орденес (галис. Ordes)  — район (комарка) в Испании, входит в провинцию Ла-Корунья в составе автономного сообщества Галисия.

## Муниципалитеты
1. Серседа
2. Фрадес
3. Месиа
4. Орденес
5. Оросо
6. Тордойя
7. Трасо